# Mendicus
Mendicus è un personaggio dei fumetti pubblicati dalla Marvel Comics, è l'ambasciatore della famiglia reale degli Inumani.

## Biografia del personaggio
Quando Attilan venne attaccata da dei mercenari portoghesi, Freccia Nera inviò Mendicus presso le Nazioni Unite, dove l'ambasciatore chiese la rimozione immediata dello schieramento invasore. L'Inumano ricevette risposte negative anche se l'ambasciatore americano gli offrì l'amicizia degli Stati Uniti ed un regalo, una statua del presidente Lincoln che conteneva in realtà un meccanismo che distruggesse la barriera negativa che proteggeva la città. Tornato ad Attilan, uno stanco Mendicus riferisce a Medusa che nessuno li aiuterà. In seguito, appare tra la folla che osserva Maximus annunciare che ha rapito Medusa e che la città rischia di sprofondare nell'oceano. Inviato nuovamente presso l'ONU, viene accolto freddamente a causa della scoperta che gli Inumani sfruttano gli Alfa Primitivi come schiavi. Successivamente, quando quattro Inumani vengono catturati durante un raid negli Stati Uniti, durante il consiglio che stabilirà come reagire Mendicus esprime preoccupazione per le vite umane perdute.

## Poteri e abilità
L'esposizione alle Nebbie Terrigene ha conferito a Mendicus l'aspetto di un bambino ma non ha alterato la sua mente arguta. L'esatta natura dei suoi poteri è tuttora sconosciuta.